# トーマス・ドル
トーマス・イェンス・ウーヴェ・ドル（Thomas Jens Uwe Doll、1966年4月9日 -）は、ドイツ（旧東ドイツ）出身の元サッカー選手、サッカー指導者。現役時代のポジションはMF（攻撃的MF）。

## 経歴
地元のBSG ロコモティブ・マールヒンでサッカーを始め、ハンザ・ロストックの下部組織を経て1983年にトップチームへ昇格した。1986年からはシュタージが支援するディナモ・ベルリンに移籍。ディナモでは1987年と1988年にリーグ優勝を経験した。
ドイツ統一後、ドルは東ドイツ出身者の中で最も優秀な選手の一人として各クラブから勧誘を受け、1990年にブンデスリーガのハンブルガーSVへ移籍した。
翌1991年には当時の記録となる1500万ドイツマルクの移籍金でイタリアのSSラツィオへ移籍し注目を集めた。ラツィオで3シーズン在籍した。1994年にはアイントラハト・フランクフルトへ移籍したが、怪我の影響もあってリーグ戦28試合出場に留まった。そしてASバーリを経て、1998年に古巣のハンブルガーSVへ復帰し2001年に現役を引退した。
代表レベルでは東ドイツ代表として29試合出場7得点、ドイツ代表として1992年のUEFA欧州選手権1992に出場するなど18試合出場1得点を記録し、1993年に代表から退いた。

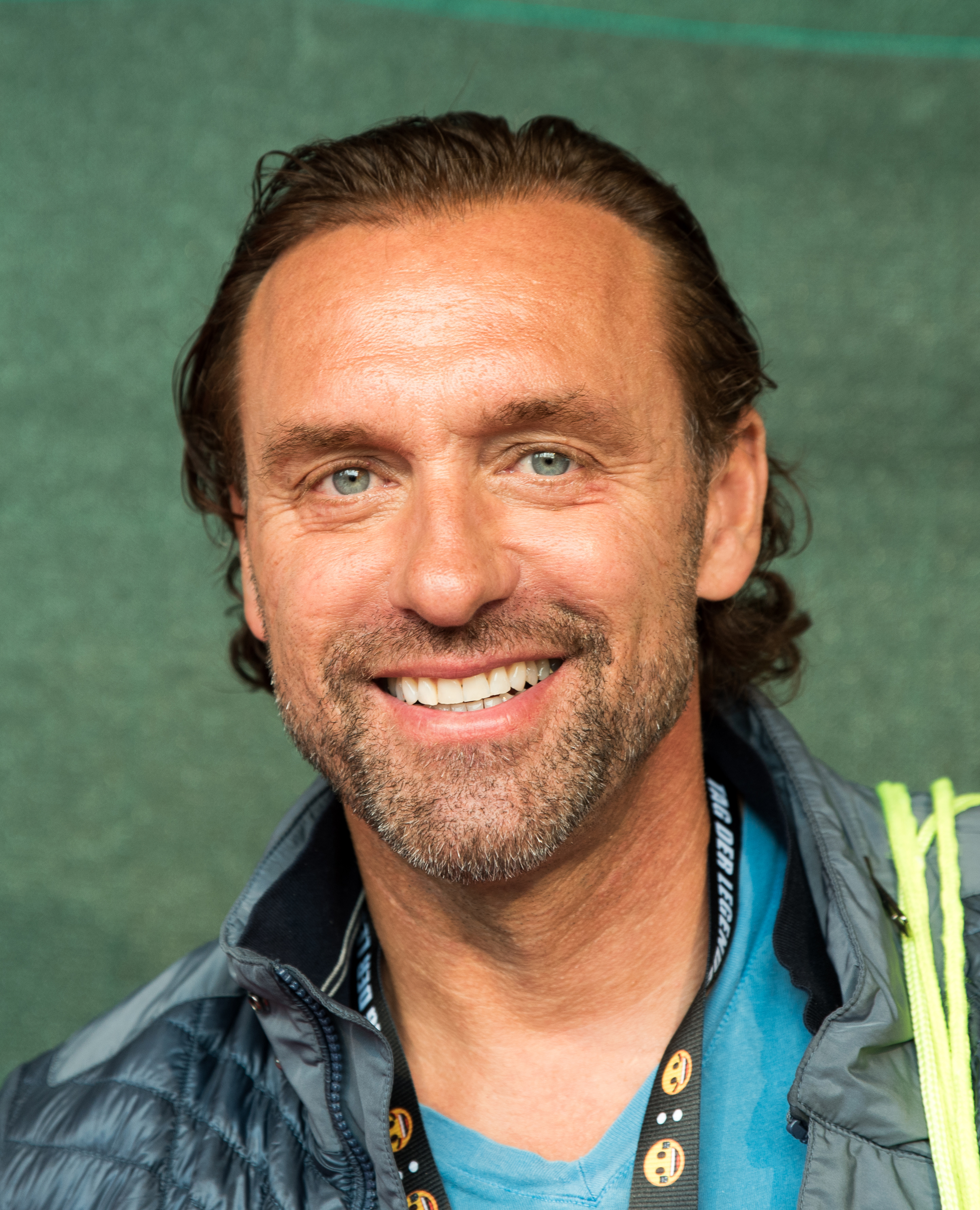
フェレンツヴァーロシュ監督時代のドル（2016年）

引退後はハンブルガーSV・サテライトチームの監督を務め、2004年にトップチームの監督に昇格した。ハンブルクでは就任初年度にクラブを降格から救い、UEFAインタートトカップでも勝利を収めた。
翌2005-06シーズンにはリーグ戦3位に導きUEFAチャンピオンズリーグ出場権を獲得するなどの成功を収めた。
しかし2006-07シーズンはUEFAチャンピオンズリーグでは1次リーグ敗退に終わり、リーグ戦でも下位に低迷した。そして2007年2月1日に辞任した。
同年3月からはボルシア・ドルトムントの監督に就任。2006-07シーズンのリーグ戦では9位に導いたが、2007-08シーズンは成績が低迷し、13位でシーズンを終えると2008年5月19日に監督を辞任した。
その後トルコやサウジアラビアのクラブ監督を経て、2013年にハンガリーのフェレンツヴァーロシュTCの監督に就任。2015-16シーズンにて12年ぶりのリーグ優勝に導いたほか多くのカップ戦タイトルを獲得した。
2017-18シーズンで同クラブを退任。2019年初頭、成績不振で解任されたアンドレ・ブライテンライターの後任としてハノーファー96の監督に就任し、5年半ぶりにブンデスリーガに復帰。
2019年8月15日、APOELニコシアの監督に就任した。12月9日に退任した。

## タイトル

### 選手時代
ディナモ・ベルリン
- DDRオーバーリーガ:2回（1986-87、1987-88）
- FDGB-ポカール:2回（1987-88、1988-89）
- DFVスーパーカップ:1回（1989）

### 指導者時代
ハンブルガーSV
- UEFAインタートトカップ:1回（2005）

フェレンツヴァーロシュTC
- ネムゼティ・バイノクシャーグI:1回 (2015-16)
- マジャル・クパ:3回 (2014-15、2015-16、2016-17)
- ハンガリー・リーグカップ:1回 (2014-15)
- ハンガリー・スーパーカップ:1回 (2015)

個人
- ハンガリーサッカー連盟 ネムゼティ・バイノクシャーグI年間最優秀監督:1回（2016）